# Řád velké hvězdy Džibutska
Řád velké hvězdy Džibutska je nejvyšší státní vyznamenání Džibutské republiky. Založen byl roku 1978.

## Historie a pravidla udílení
Řád byl založen zákonem č. 78-032/PR ze dne 28. března 1978. Udílen je za zásluhy státu.

## Třídy
Řád je udílen ve třech třídách:
- člen I. třídy
- člen II. třídy
- člen III. třídy

## Insignie
Řádový odznak má tvar zeleně smaltované pěticípé hvězdy s cípy zakončenými kuličkami. Mezi cípy jsou shluky různě dlouhých paprsků. Uprostřed je kulatý medailon s písmeny UEP. Vnější okraj medailonu je lemován modře smaltovaným kruhem.
Stuha je zelená.